# Kjell Erik Ståhl
Kjell Erik Bertil Ståhl, född 17 februari 1946 i Ljungby, Kronobergs län, död 5 augusti 2025 i Åhus distrikt i Skåne län, var en svensk friidrottare. Han blev VM-fyra i maraton 1983.

## Biografi
Ståhl var uppvuxen i Killeberg i norra Skåne. På 1970-talet var han landslagsman i orientering. I 30-årsåldern avslutade han orienteringskarriären för att i stället bli friidrottare. Först var han hinderlöpare innan han började satsa på maratonlöpning, en satsning som blev lyckosam.
Ståhl blev Sveriges genom tiderna främste maratonlöpare med 101 genomförda lopp, 70 av dem under 2 timmar och 20 min. På VM i friidrott 1983 blev han fyra efter att ha förlorat en spurtduell om bronset. Hans tid i loppet, 2:10.38, stod sig som svenskt rekord i 36 år fram till 2019, då den slogs av David Nilsson. Ståhl vann Stockholm Marathon 1982 och 1986, Frankfurt Marathon 1981, Peking Marathon 1981 och München Marathon 1983. Under tolvmånadersperioden augusti 1981 – augusti 1982 fullbordade han 14 lopp med en genomsnittstid av 2:16.11. Hans sista genomförda maratonlopp var i Stockholm 1998, med en tid på 2:26.23. Ståhl tävlade under sina bästa år för IK Ymer (1970–1977), Hässleholms AIS och KA 2 IF, men under senare år tävlade han för Enhörna IF i Södertälje.
Ståhl var från mitten av 1990-talet politiskt aktiv inom Åhuspartiet, som han representerade bland annat i kommunfullmäktige i Kristianstads kommun.